# Deimos-2
El Deimos-2, es un satélite de observación terrestre español operado por Deimos Imaging.

## Historia
Ha sido integrado por la empresa Elecnor Deimos en sus instalaciones de Puertollano, donde también está emplazado el centro de control y una antena de seguimiento. Adicionalmente, la misión utiliza antenas de seguimiento en Kiruna (Suecia) y Svalbard (Noruega).
El satélite fue lanzado el 19 de junio de 2014, juntamente con otros dos satélites, a una órbita terrestre baja, a 620 kilómetros de altitud, por ISC Kosmotras (que ya realizó el lanzamiento de su predecesor, el Deimos-1) utilizando un cohete Dnepr-1.

## Tecnologías
El satélite incorpora una cámara multi-espectral de alta resolución compuesta por un telescopio TMA-Korsch y un plano focal con canales pancromático, visible e infrarrojo cercano (NIR). Proporciona una resolución de 1m GSD @ 620 km.  
La vida útil del satélite es de siete años.